# 思考実験
思考実験 （しこうじっけん、英: Thought_experiment(英語版)、独: Gedankenexperiment）とは、頭の中で想像するのみの実験。科学の基礎原理に反しない限りで、極度に単純・理想化された前提（例えば摩擦のない運動、収差のないレンズなど）で行われるという想定上の実験。

## 概要
思考実験という言葉自体は、エルンスト・マッハによって初めて用いられた。
思考実験の例としては、古代ギリシャの「アキレスと亀」やガリレオといった古典から、サンデル講義で有名になった「トロッコ問題」、映画『マトリックス』のモチーフとなった「水槽の中の脳」、アインシュタインと量子力学の闘いといった先端科学までわたる。有名な例としては、アインシュタインが光の速度と慣性系の関係についての洞察から特殊相対性理論に達した考察が挙げられる。
実際に実験器具を用いて測定を行うことなく、ある状況で理論から導かれるはずの現象を思考のみによって演繹すること。いわゆるシミュレーションも実際の対象を使わない点で共通するが、シミュレーションはモデルを使って行うものであり、少なくとも具体的な数値や数式を用いて詳細な結果を得る。これに対して、思考実験はよりあいまいで概念的な結果を求めるものを指す。
とりわけ科学史上、特殊な状況に理論を当てはめることによる帰結と、実験を必要としない日常的経験とを比較することによって、理論のより深い洞察に達してきた考察や、元の理論を端的に反駁し、新たな理論の必要性を示すとともに、それを発展させるのに利用されてきた考察を指すことが多い。

## 起源
古代ギリシャ語の証明という意味の術語「デイクニミ」( δείκνυμι )が起源とされ、「数学的証明の最も古いパターンであり」、ユークリッド数学の前に存在し、思考の実験的な部分ではなく、概念に重点が置かれていた。

## 実例

### アイザック・ニュートンの重力（万有引力）の発見につながる思考実験
あまりに有名な為、後世の創作ではないかと疑われる事もあるが真実は不明。
1. リンゴが木から落ちるのに遭遇したニュートン。
2. りんごの木を見上げるとその向こうには月が光っている。
3. りんごが落ちたのはりんごを木につなぎ止めていた力がなくなったからである。
4. では、なぜ月は落ちて来ないのか? どんな力が月を空につなぎ止めているのか?
5. 糸をりんごに結びつけて振り回している図を想像するニュートン。
6. 振り回すと速度によって離れて行こうとする（遠心力）。
7. 月は地球を回っていることを思い浮かべる。
8. 遠心力で月が飛び去って行かないのは、糸のかわりをしている力があるはずである。
9. 月が地球の回りを回りながら同じ距離を保っているのは、遠心力とこのつなぎ止める力がつりあっているからであるに違いない。
10. このつなぎ止める力を重力と呼ぼう。
11. しかし、重力は地球だけが持ち月をつなぎ止めているのか? それとも月も地球も重力を持ちお互いに引っ張りあっているのか?
12. これは、計算式を立てて様子を見てみないと分からない。

この結果、ニュートンは引力を形式化する微分を作ることになる。

### ガリレオ・ガリレイによる「重いものほど速く落下する」という考えを否定する思考実験
1. 重いものほど速く落下するとしよう。
2. 大小二つの鉄球を用意する。
3. 小さいものは遅く、大きいものは速く落下するだろう。
4. 二つの鉄球を軽いひもでつないで一つの物体とする。
5. これを落下させると、小さい鉄球は速く落下する大きい鉄球に引かれるため元より速く落下する。一方、大きい鉄球は遅く落下する小さい鉄球に引かれ元より遅く落下する。従って二つの鉄球の中間の速度で落下するはずである。
6. しかし、全体としては大小の鉄球を合計した重量になり、より重くなるのだから元の鉄球それぞれより速く落ちるはずである。
7. 同じ前提から相反する結果が導かれるのはおかしいのではないだろうか。

この後、ガリレオは実際に物体を落下させて「重いものほど速く落下する」というのが間違いであることを実験により示した。ただし、ガリレオの学徒ヴィンチェンツォ・ヴィヴィアーニがガリレオの伝記で書いているピサの斜塔で行った落下実験は、現在では事実であるとは必ずしも認められていない。

## 思考実験一覧

### 数学
- ピンポン球問題 （無限）（Ping-pong ball conundrum）
- モンティ・ヘル問題　（無限）
- モンティ・ホール問題 （確率論、情報）
- 無限の猿定理 （無限、確率論）
- ゼノンのパラドックス （無限小、極限）
- ガブリエルのラッパ

### 物理学
物理学の分野で使われる思考実験には、以下のようなものがある。
- ガリレオの船 （力学、1632年）
- ニュートンのバケツ （力学）（Bucket argument）
- ラプラスの悪魔 （古典力学、決定論）
- カルノーサイクル （熱力学）
- マクスウェルの悪魔 （熱力学、1871年）
- ブラウン・ラチェット （熱力学）
- EPRパラドックス （量子力学）
- シュレーディンガーの猫 （量子力学）
- 量子自殺 （量子力学）（Quantum suicide）
- ウィグナーの友人 （量子力学、心の哲学）
- 双子のパラドックス （特殊相対性理論）
- ウィトゲンシュタインの杖 （Wittgenstein's rod）

### 哲学
哲学の分野では頻繁に思考実験が使われる。以下のようなものがある。
- 世界五分前仮説（認識論, 懐疑主義）
- ヘンペルのカラス （科学哲学、論理学）
- 双子の地球 （言語哲学）（Twin Earth thought experiment）
- シミュレーテッドリアリティ（計算機科学, 認知科学）
- 水槽の中の脳 （認識論, 心の哲学）
- 中国脳 （物理主義, 心の哲学）
- チューリング・テスト （心の哲学, 人工知能, 計算機科学）
- 中国語の部屋 （心の哲学, 人工知能, 認知科学）
- 哲学的ゾンビ （心の哲学, 人工知能, 認知科学）
- メアリーの部屋 （心の哲学）
- スワンプマン（沼男） （アイデンティティー、心の哲学）
- テセウスの船 （同一性）
- コンディヤックの立像（コンディヤックは『感覚論』にて身体機関は全く人間と同じな立像［statue］に一つずつ感覚を付与するという思考実験で、自身の説の正しさを示した）
- 神の残骸 （宗教）（God's Debris）
- 原初状態 （政治学）（Original position）
- 社会契約説
- トロッコ問題 （倫理）
- 臓器くじ （倫理）
- ザ・バイオリニスト （倫理）（The Violinist）

### 計算機科学
- 食卓の哲学者 （計算機科学）
- 停止問題 （計算機科学、計算理論、計算複雑性理論）
- チューリングマシン （計算機科学、計算理論）

### 芸術
- コンセプチュアル・アート（形式主義　ジョナサン・ボロフスキー）

### その他
- SF（サイエンス・フィクション）は、時に思考実験であると言われる。例えば小松左京の『日本沈没』は、「もし日本列島が沈んでしまったら、日本民族はどうなるだろう？」という着想に基づく思考実験であり、そのためには「どうやったらある程度科学的な説明のつく形で日本を沈没させることが可能か」という思考実験を重ねたものである。いわゆる「終末もの」「ロボットもの」「超能力もの」など、それぞれにそのような現象や事象が存在した場合、それが現実に、あるいは人間にどのような結果をもたらすか、という思考実験であると見られる例は数多い。
- その他、ビジネスにおいて、新発明・新事業・新サービスなどの創出などにおいても、思考実験は活用される場合が少なくない。コストをかけずに、頭の中だけで試行錯誤を繰り返して最適解を導いていくことは、起業のスタートアップにおいては非常に有意義であると考えられる。
- ブライテンベルグ・ビークル（英語版）[5]（ロボティクス、センシング）
- 人類滅亡の日 （人間原理）（Doomsday_argument(英語版)）